# Туркаш
Турка́ш (тат. Төркәш) — село в Кукморском районе Республики Татарстан, в составе Ныртинского сельского поселения.

## География
Село находится в верховье реки Баш-Арбаши, в 26 км к югу от города Кукмора.

## История
Село Туркаш (также было известно под названиями Пустошь по речке Туркач, Тукаш, Туркашева) упоминается в исторических документах с 1678 года.
В сословном отношении, в XVIII столетии и вплоть до 1860-х годов жителей села причисляли к государственным крестьянам. Их основными занятиями в то время были земледелие, скотоводство, кустарные промыслы.
По сведениям из первоисточников, в конце XVIII века в селе действовала мечеть, в начале XX века — мечеть (с 1829 года), медресе (с 1895 года).
В начале XX века в селе располагалась почтовая станция.
Административно, до 1920 года село относилось к Мамадышскому уезду Казанской губернии, с 1920 года — к 
Мамадышскому кантону, с 1930 года — к Таканышскому, с 1932 года (с перерывом) — к Кукморскому району Татарстана.

## Население
По данным переписей, население села увеличивалось с 24 душ мужского пола в 1782 году до 1000 человек в 1926 году. В последующие годы численность населения села уменьшалась и в 2017 году составила 260 человек.
Национальный состав
Согласно результатам переписи 2002 года, в национальной структуре населения села татары составляли 99 % из 265 человек.

## Экономика
Жители занимаются полеводством, скотоводством, работают в крестьянских (фермерских) хозяйствах (разводят лошадей, выращивают малину).

## Социальные объекты
В селе действуют детский сад, клуб, фельдшерско-акушерский пункт.

## Религиозные объекты
Мечеть (с 1995 года).